# 중세 세르비아 공국
세르비아 공국(세르비아어: Cрпска Кнежевина 스르프스카 크네제비나)은 768년부터 969년까지 동남유럽에 존재한, 블라스티미로비치 왕조가 다스린 중세 초기 세르비아 국가이다.

## 같이 보기
- 세르비아 제국
- 세르비아 전제공국